# Neoblattella adusta
Neoblattella adusta es una especie de cucaracha del género Neoblattella, familia Ectobiidae.

## Distribución
Esta especie se encuentra en Puerto Rico.